# Vattetot-sous-Beaumont

Vattetot-sous-Beaumont este o comună în departamentul Seine-Maritime, Franța. În 1 ianuarie 2022 avea o populație de 583 de locuitori.